# Vauxhall Corsavan
Der Vauxhall Corsavan ist ein Lieferwagen des Autoherstellers Vauxhall Motors auf Basis des Kleinwagens Opel Corsa, der im Vereinigten Königreich als Vauxhall Corsa verkauft wird. In Irland heißt das Modell Opel Corsavan.
Es gibt vier Generationen des Corsavans. Er hat keine hinteren Seitenfenster und statt der Fondsitzbank eine Ladefläche, die durch ein Gitter vom Führerraum getrennt ist.   

## Laderaum
Der Laderaum des Corsavans ist maximal 1257 mm lang und fasst 0,92 Kubikmeter bei einer erlaubten Zuladung von 550 kg.

## Ausstattung
Serienmäßig sind Servolenkung, ein Beifahrerairbag, elektrisch beheizbare Außenspiegel, sowie vorne elektrisch betriebene Fensterheber und das Antiblockiersystem (ABS).